# Caradrina
Caradrina is een geslacht van nachtvlinders uit de familie van de Noctuidae.

## Soorten
- C. abruzzensis (Draudt, 1933)
- C. adriennea Hacker & Gyulai, 2004
- C. africarabica (Plante, 1997)
- C. afrotropicalis Hacker, 2004
- C. agenjoi Boursin, 1936
- C. agrotina Staudinger, 1892
- C. alana Druce, 1890
- C. albersi Warnecke, 1936
- C. albina Eversmann, 1848
- C. aldegaitheri Wiltshire, 1986
- C. alfierii (Boursin, 1937)
- C. altissima Hacker, 2004
- C. ammoxantha Boursin, 1957
- C. amseli (Boursin, 1936)
- C. anomoeosis (Hampson, 1902)
- C. apicimaculata Rebel, 1948
- C. armeniaca (Boursin, 1936)
- C. asinina Saalmüller, 1891
- C. aspersa Rambur, 1834
- C. asymmetrica Boursin, 1936
- C. atriluna Guenee, 1852
- C. atrostriga Barnes & McDunnough, 1912
- C. avis Pinker, 1980
- C. azim Boursin, 1957
- C. bactriana Boursin, 1968
- C. baltistana Hacker, 2004
- C. balucha Swinhoe, 1885
- C. belucha Swinhoe, 1885
- C. bistrigata Bremer & Grey, 1853
- C. bodenheimeri (Draudt, 1934)
- C. boursini (Wagner, 1936)
- C. brandti Boursin, 1939
- C. callicora (Le Cerf, 1922)
- C. camina Smith, 1894
- C. casearia Staudinger, 1900
- C. clara Schawerda, 1928
- C. clavipalpis

Huisuil (Scopoli, 1763)
- C. conditorana Pinker, 1980
- C. chinensis Leech, 1900
- C. danieli Rungs, 1950
- C. derogata Walker, 1865
- C. diabolica (Boursin, 1942)
- C. didyma Boursin, 1939
- C. dissimulata Wiltshire, 1982
- C. distigma (Chretien, 1913)
- C. distincta Barnes, 1928
- C. distinctoides Poole, 1989
- C. doleropsis Boursin, 1940
- C. draudti (Boursin, 1936)
- C. dubitata Maassen, 1890
- C. dukei Krüger, 2005
- C. eberti (Hacker, 1992)
- C. ectomelaena (Hampson, 1916)
- C. edentata (Berio, 1941)
- C. elongata (Plante, 1997)
- C. eremicola (Plante, 1997)
- C. eremocosma Boursin, 1937
- C. eucrinospila Boursin, 1936
- C. eugraphis Janse, 1938
- C. eutapaishana Berio, 1976
- C. eva Boursin, 1963
- C. expansa Alpheraky, 1887
- C. extima Walker, 1865
- C. falciuncula (Varga & Ronkay, 1991)
- C. fergana Staudinger, 1892
- C. ferida Pagenstecher, 1893
- C. fibigeri Hacker, 2004
- C. filipjevi Boursin, 1936
- C. flava Oberthur, 1876
- C. flavirena Guenee, 1852
- C. flavitincta (Hampson, 1909)
- C. froitzheimi Boursin, 1957
- C. fulvafusca Hacker, 2004
- C. furcivalva (Hacker, 1992)
- C. fuscicornis Rambur, 1832
- C. fuscifusa (Varga & Ronkay, 1991)
- C. fuscomedia Hacker, 2004
- C. gandhara Hacker, 2004
- C. genitalana Hacker, 2004
- C. germainii (Duponchel, 1835)
- C. gilva

Grauwe stofuil (Donzel, 1837)
- C. glaucistis Hampson, 1902
- C. grisea Eversmann, 1848
- C. griseoalba Kozhanchikov, 1937
- C. gyulaii Hacker, 2004
- C. hedychroa Boursin, 1936
- C. hemipentha Boursin, 1939
- C. heptarchia (Boursin, 1936)
- C. himachala Hacker, 2004
- C. himaleyica Kollar, 1844
- C. hoenei Hacker & Kononenko, 2004
- C. hypocnephas Boursin, 1968
- C. hypoleuca Boursin, 1968
- C. hypostigma (Boursin, 1932)
- C. ibeasi (Fernandez, 1918)
- C. immaculata Motschulsky, 1860
- C. ingrata Staudinger, 1897
- C. inopinata Hacker, 2004
- C. intaminata (Walker, 1865)
- C. inumbrata (Staudinger, 1900)
- C. inumbratella Pinker, 1980
- C. isfahana Hacker, 2004
- C. jacobsi (Rothschild, 1914)
- C. kadenii

Kadeni-stofuil (Freyer, 1836)
- C. kashmiriana Boursin, 1968
- C. katherina Wiltshire, 1947
- C. kautti Hacker, 2004
- C. khorassana Boursin, 1942
- C. klapperichi Boursin, 1957
- C. kravchenkoi Hacker, 2004
- C. lanzarotensis Pinker, 1962
- C. leucopis Hampson, 1902
- C. levantina Hacker, 2004
- C. likiangia (Berio, 1977)
- C. lobbichleri Boursin, 1970
- C. localis Wiltshire, 1986
- C. marginata Hacker, 2004

- C. melancholica Draudt, 1935
- C. melanosema (Hampson, 1914)
- C. melanura Alphéraky, 1897
- C. melanurina Staudinger, 1901
- C. mendica Maassen, 1890
- C. meralis Morrison, 1875
- C. merzbacheri Boursin, 1960
- C. minoica Hacker, 2004
- C. mirza Boursin, 1957
- C. mona Barnes & McDunnough, 1912
- C. monssacralis (Varga & Ronkay, 1991)
- C. montana Bremer, 1861
- C. morosa Lederer, 1853
- C. morpheus

Morpheusstofuil Hufnagel, 1766
- C. muelleri Hacker, 2004
- C. multifera Walker, 1856
- C. nadir Boursin, 1957
- C. naumanni Hacker, 2004
- C. nekrasovi Hacker, 2004
- C. noctivaga Bellier, 1863
- C. oberthueri (Rothschild, 1913)
- C. oberthuri (Rothschild, 1913)
- C. olivascens Hacker, 2004
- C. owgarra Bethune-Baker, 1908
- C. pallidula Saalmüller, 1891
- C. panurgia Boursin, 1939
- C. parthica Hacker, 2004
- C. parvaspersa Boursin, 1936
- C. persimilis (Rothschild, 1920)
- C. personata (Kuznetzov, 1958)
- C. pertinax Staudinger, 1879
- C. petraea Tengstrom, 1869
- C. pexicera (Hampson, 1909)
- C. phanasciera Boursin, 1939
- C. phanosciera (Boursin, 1939)
- C. poecila (Boursin, 1939)
- C. prospera Kuznetsova, 1958
- C. proxima Rambur, 1837
- C. psammopsis Boursin, 1968
- C. pseudadelpha (Boursin, 1939)
- C. pseudadelphia Boursin, 1939
- C. pseudagrotis (Hampson, 1918)
- C. pseudalbina Boursin, 1942
- C. pseudalpina (Boursin, 1942)
- C. pseudocosma (Plante, 1997)
- C. pseudopertinax Boursin, 1940
- C. pulvis Boursin, 1939
- C. pushkara Hacker, 2004
- C. rebeli Staudinger, 1901
- C. rjabovi Boursin, 1936
- C. ronkayrorum Hacker, 2004
- C. roxana Boursin, 1937
- C. rudebecki Krüger, 2005
- C. salzi Boursin, 1936
- C. sarhadica Boursin, 1942
- C. scotoptera (Püngeler, 1914)
- C. selini

Zandstofuil Boisduval, 1840
- C. senecai Hacker, 2004
- C. shugnana Hacker, 2004
- C. signa (Fletcher D. S., 1961)
- C. singularis Hacker, 2004
- C. sinistra (Janse, 1938)
- C. sogdiana Boursin, 1936
- C. soudanensis (Hampson, 1918)
- C. squalida Eversmann, 1842
- C. stenoeca Wiltshire, 1986
- C. stenoptera Boursin, 1939
- C. stilpna Boursin, 1957
- C. superciliata Wallengren, 1856
- C. surchica Boursin
- C. suscianja (Mentzer, 1981)
- C. syriaca Staudinger, 1892
- C. tenebrata Hampson, 1902
- C. terrea Freyer, 1840
- C. tibetica (Draudt, 1950)
- C. tolima Maassen, 1890
- C. torpens Guenée, 1852
- C. transoxanica Hacker, 2004
- C. turatii Boursin, 1936
- C. turbulenta Warren, 1912
- C. turcomana Hacker, 2004
- C. umbratilis Draudt, 1933
- C. vargai Hacker, 2004
- C. variolosa Motschulsky, 1860
- C. vicina Staudinger, 1870
- C. warneckei Boursin, 1936
- C. wiltshirei Boursin, 1936
- C. wullschlegeli Pungeler, 1903
- C. xanthopis (Hampson, 1909)
- C. xanthorhoda Boursin, 1937
- C. xiphophora Boursin, 1968
- C. zaghrobia Hacker, 2004
- C. zandi Wiltshire, 1952
- C. zernyi (Boursin, 1939)
- C. zuleika Boursin, 1957